# Do As Infinity Acoustic Tour 2016 -2 of Us- Live Documentary Film
『Do As Infinity Acoustic Tour 2016 -2 of Us- Live Documentary Film』（ドゥ・アズ・インフィニティ・アコースティック・ツアー・ツーサウザンドシックス・トゥ・オブ・アス・ライブ・ドキュメンタリー・フィルム）は、日本のロックバンド・Do As Infinityが2016年10月5日にavex traxから発売した20枚目の映像作品である。

## 内容
前作『Do As Infinity 15th Anniversary 〜Dive At It Limited Live 2014〜』から約1年9ヶ月ぶりのライブビデオ。
2016年6月4日から6月19日に東名阪の多目的ホールで敢行された、ライブツアー『Do As Infinity Acoustic Tour 2016 -2 of Us-』から最終日の東京・昭和女子大学人見記念講堂公演の模様が収録されている。
2枚組DVD規格とBlu-ray規格の2形態で発売され、ライブ映像の曲間に公演までのリハーサルから裏側、メンバーのオフショット、「ハレルヤ/エレジー」のレコーディング風景が収録されたドキュメンタリー映像が配されている。また、2形態共通でライブ音源を収録したCDが同梱された。

## 収録映像曲

### Disc 1
本編
1. -Document #1-
2. We are.
3. 冒険者たち
4. -Document #2-
5. BE FREE
6. rumble fish
7. Week!
8. 魔法の言葉〜Would you marry me?〜
9. -Document #3-
10. Mysterious Magic
11. under the sun
12. -Document #4-
13. アザヤカナハナ
14. -Document #5-
15. ハレルヤ
16. 陽のあたる坂道
17. 翼の計画
18. -Document #6-
19. 深い森
20. Yesterday & Today

### Disc 2
本編
1. -Document #7-
2. 空想旅団
3. 君がいない未来
4. アリアドネの糸
5. One or Eight
6. 本日ハ晴天ナリ
7. -Document #8-

アンコール
1. -Document #9-
2. エレジー
3. 遠くまで
4. Welcome!
5. -Document #10-

## 参加ミュージシャン
Do As Infinity
- 伴都美子：Vocal
- 大渡亮：Guitar & Chorus

Support Member
- 林部直樹：Guitar & Bass & Chorus
- 若森さちこ：Percussion & Chorus
- 山本健太：Keyboard & Chorus